# Pförring
Pförring è un comune-mercato di 4 114 abitanti, situato nel Land tedesco della Baviera.

## Storia
Fu insediamento militare romano di un'unità ausiliaria (a partire dalla fine del I secolo sotto la dinastia dei Flavi), appartenente al sistema difensivo del limes germanico-retico.